# 阿伦 (韦斯卡省)
阿伦，是西班牙阿拉贡自治区韦斯卡省的一个市镇。总面积119平方公里，总人口366人（2001年），人口密度3人/平方公里。